# 후지야마 도모후미
후지야마 도모후미(일본어: 藤山 智史, 1994년 4월 23일~)는 일본의 축구 선수이다.

## 구단 경력
그는 2017년 J3리그의 블라우블리츠 아키타에 입단했다. 2019년까지 75경기에 출전하여, 5득점을 넣었다. 2020년 AC 나가노 파르세이루로 이적했다. 2021년 7월 J2리그의 블라우블리츠 아키타로 복귀했다.